# Ratpenat de cua de beina petit
El ratpenat de cua de beina petit (Emballonura monticola) és una espècie de ratpenat de la família dels embal·lonúrids, que viu a Indonèsia, Malàisia i Tailàndia.